# Trigonella calliceras
Trigonella calliceras là một loài thực vật có hoa trong họ Đậu. Loài này được Fisch. miêu tả khoa học đầu tiên.